# 카를로 마리아 줄리니
카를로 마리아 줄리니(이탈리아어: Carlo Maria Giulini, Cavaliere di Gran Croce OMRI, 1914년 5월 9일 ~ 2005년 6월 14일)는 이탈리아의 지휘자이다.

## 생애
1914년 풀리아주 바를레타에서 태어나 볼차노에서 자랐다. 산타 체칠리아 음악원에서 작곡과 비올라를 배웠으며 재학 중에 로마의 아우구스토 관현악단의 첼리스트로 있으면서 지휘자 브루노 발터, 오토 클렘페러 등과 접촉했다. 산타 체칠리아 음악원을 졸업하고 나서는 베르나르디오 몰리나리에게 사사했으나 제2차 세계대전의 발발로 징집되었다. 전후에는 아드리아노 극장에서 아우구스토 관현악단을 지휘해 성공을 거두었고 1946년 로마 RAI 교향악단의 음악감독 및 수석 지휘자가 되었다. 1949년에 베네치아 음악제, 1952년 피렌체 음악제 등에도 출연했다. 1950년에는 밀라노 RAI 교향악단을 창설해 수석 지휘자가 되었는데 하이든의 오페라 《달의 세계》 지휘를 들은 토스카니니가 그의 집을 찾아왔고 두 사람의 친교는 토스카니니가 죽을 때까지 계속되었다. 이후 줄리니는 빅토르 데 사바타의 뒤를 이어 1953년 라 스칼라 극장 음악 감독으로 취임했고 1955년 에든버러 음악제에서의 연주는 큰 화제를 모았다. 1969년 시카고 교향악단 수석 객원 지휘자, 1973년 빈 교향악단 수석 지휘자 등을 지냈고. 1978년에는 주빈 메타의 뒤를 이어 로스앤젤레스 필하모닉 음악 감독에 취임해 슈베르트의 교향곡과 베토벤의 중기 교향곡 등을 연주했다. 1984년 아내의 간병을 위해 로스앤젤레스 필하모닉의 감독직을 사임했다. 그는 단원들 앞에서 "지금까지 아내가 나를 돌봐주었소. 이제 내가 아내를 돌봐줄 차례입니다. 그동안 감사했습니다."라고 말했다. 1988년 지휘자 자리에서 은퇴했으며 2005년 이탈리아의 브레시아에서 91세의 나이로 영면했다.

## 성품
그는 부드럽고 사려가 깊은 성품의 소유자로 알려져 있다. 80세를 넘긴 호로비츠와 모차르트의 피아노 협주곡을 협연할 당시 나이가 든 호로비츠의 연주가 그의 의지와는 상관없이 자꾸 느려지자 "너무 위대한 분과 오래간만에 협연을 하니까 우리 오케스트라 단원들이 긴장을 해서 자꾸 속도가 빨라지네요. 선생님, 이 오케스트라를 위해서 다시 한 번 녹음을 해주시면 안 되겠습니까?" 하고 그의 기분을 배려한 제의를 하기도 했다.

## 정명훈과의 관계
정명훈은 18세에 런던에서 줄리니가 연주하는 베토벤 교향곡 제7번을 듣고 작품의 핵심을 짚어내는 연주에 깊은 감명을 받았으며 마리아 쿠르초의 소개로 무대 뒤에서 그를 만났다. 이후 줄리어드를 졸업한 정명훈은 오디션을 거쳐 그의 어시스턴트가 되었는데 1년이 넘도록 단 한 번의 질문도 하지 못하던 중, 어느 난해한 곡을 받고 고민 끝에 "왜 이 곡은 소리가 좋지 않을까요?" 하고 물었다. 줄리니는 잠시 생각하고 나서 말해주겠다고 대답하고 며칠 뒤 그를 불러 "정명훈 군, 시간이 걸리는 것이다."하고 대답했다. 정명훈은 음악가로서 스스로 정답을 찾아야 한다는 그 가르침을 아직까지도 잊을 수 없다고 말했다. 줄리니는 1980년 정명훈을 부지휘자로 발탁했고 이것은 정명훈이 세계 정상급 지휘자로 급부상하는 밑받침이 되었다. 또한 정명훈이 정치적인 이유로 바스티유 오페라 극장 음악감독에서 물러나 그를 찾아왔을 때에는 "이제야 음악을 제대로 연주할 수 있게 됐다"고 격려해 주었다.

## 서훈
- 1980년 이탈리아 공화국 공로 훈장 2등급(Grande Ufficiale OMRI)
- 1985년 이탈리아 공화국 공로 훈장 1등급(Cavaliere di Gran Croce OMRI)

## 참고 문헌
- 조홍근, 《세계명곡해설대전집》, 진현서관, 1978, p. 235~236